# Brian Dumoulin
Brian Dumoulin (Biddeford, Maine, 6 de setembro de 1991)  é um jogador profissional de hóquei no gelo estadudense que atua na posição de defensor pelo Pittsburgh Penguins, da NHL.

## Carreira
Brian Dumoulin foi draftado na 51º pelo Carolina Hurricanes no Draft de 2009.

## Títulos

### Pittsburgh Penguins
- Stanley Cup: 2016, 2017